# العلاقات الأسترالية المصرية
العلاقات الأسترالية المصرية هي العلاقات الثنائية التي تجمع بين أستراليا ومصر.

## مقارنة بين البلدين
هذه مقارنة عامة ومرجعية للدولتين:
| وجه المقارنة                                              | أستراليا                                   | مصر           |
| --------------------------------------------------------- | ------------------------------------------ | ------------- |
| المساحة (كم2)                                             | 7.69 مليون                                 | 1.01 مليون    |
| عدد السكان (نسمة)                                         | 24.51 مليون                                | 94.80 مليون   |
| الكثافة السكانية (ن./كم²)                                 | 3.19                                       | 93.86         |
| العاصمة                                                   | كانبرا، ملبورن                             | القاهرة       |
| اللغة الرسمية                                             | لغة إنجليزية                               | اللغة العربية |
| العملة                                                    | دولار أسترالي، جنيه إسترليني، جنيه أسترالي | جنيه مصري     |
| الناتج المحلي الإجمالي (بليون دولار)                      | 1.32 تريليون                               | 347.594 مليار |
| الناتج المحلي الإجمالي (تعادل القوة الشرائية) بليون دولار | 1.10 تريليون                               | 998.67 مليار  |
| الناتج المحلي الإجمالي الاسمي للفرد دولار أمريكي          | 56.31 ألف                                  | 3.61 ألف      |
| الناتج المحلي الإجمالي للفرد دولار أمريكي                 | 45.92 ألف                                  |               |
| مؤشر التنمية البشرية                                      | 0.939                                      | 0.690         |
| رمز المكالمات الدولي                                      | +61                                        | +20           |
| رمز الإنترنت                                              | .au                                        | .eg، .مصر     |
| المنطقة الزمنية                                           |                                            | ت ع م+02:00   |

## منظمات دولية مشتركة
يشترك البلدان في عضوية مجموعة من المنظمات الدولية، منها:
| علم المنظمة | اسم المنظمة                               | تاريخ انضمام أستراليا | تاريخ انضمام مصر |
| ----------- | ----------------------------------------- | --------------------- | ---------------- |
|             | يونسكو                                    | 4 نوفمبر 1946         | 22 يناير 1947    |
|             | الفريق المعني برصد الأرض                  | ?                     | فبراير 2005      |
|             | مؤسسة التمويل الدولية                     | 20 يوليو 1956         | 20 يوليو 1956    |
|             | المركز الدولي لتسوية المنازعات الاستشارية | 1 يونيو 1991          | 2 يونيو 1972     |
|             | مؤسسة التنمية الدولية                     | 24 سبتمبر 1960        | 26 أكتوبر 1960   |
|             | منظمة التجارة العالمية                    | ?                     | 30 يونيو 1995    |
|             | وكالة ضمان الاستثمار متعدد الأطراف        | 10 فبراير 1999        | 12 أبريل 1988    |
|             | الاتحاد البريدي العالمي                   | ?                     | ?                |
|             | منظمة الشرطة الجنائية الدولية             | ?                     | 7 سبتمبر 1923    |
|             | الأمم المتحدة                             | 1 نوفمبر 1945         | 24 أكتوبر 1945   |
|             | الاتحاد الدولي للاتصالات                  | 27 مايو 1878          | 9 ديسمبر 1876    |
|             | البنك الدولي للإنشاء والتعمير             | 5 أغسطس 1947          | 27 ديسمبر 1945   |
|             | المنظمة الهيدروغرافية الدولية             | ?                     | 21 يونيو 1921    |

## أعلام
هذه قائمة لبعض الشخصيات التي تربطها علاقات بالبلدين:
- أكمل صالح (21 يوليو 1964 – )
- إبراهيم أبو محمد
- بيتر خليل (سياسي أسترالي، 23 مارس 1973 – )
- جوزيف تواضروس (موسيقي أسترالي، 6 أكتوبر 1983 – )
- راندا عبد الفتاح (6 يونيو 1979[27] – )
- زوي بدوي (مغنية أسترالية، 3 مايو 1986 – )
- سام سليمان (ملاكم أسترالي، 13 نوفمبر 1973 – )
- مايكل عبيد (رائد أعمال أسترالي)
- ممدوح حبيب (3 يونيو 1955 – )

## وصلات خارجية
- موقع وزارة الخارجية الأسترالية
- موقع وزارة الخارجية المصرية